# T2S

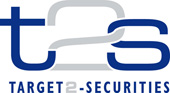
Logo projektu T2S

T2S (TARGET2-Securities) – projekt zainicjowany w 2006 roku przez Eurosystem, zmierzający do utworzenia jednolitej platformy umożliwiającej rozrachunek transakcji na papierach wartościowych w Europie, według zasady dostawa za płatność (DVP) przy użyciu pieniądza banku centralnego. Głównym założeniem projektu T2S jest obniżenie kosztów oraz usprawnienie krajowych i transgranicznych transakcji finansowych.
Realizacja projektu T2S jest elementem integracji i harmonizacji europejskich usług rozliczania transakcji finansowych, która ma się przyczynić do eliminacji tzw. Barier Giovanniniego i tym samym do tańszego, szybszego i bardziej bezpiecznego dostępu do usług rozrachunkowych na europejskim rynku finansowym.
Realizacja projektu przewidziana jest na lata 2008–2014.